# Sciara flavicoxis
Sciara flavicoxis är en tvåvingeart som beskrevs av Frederick Askew Skuse 1890. Sciara flavicoxis ingår i släktet Sciara och familjen sorgmyggor. Inga underarter finns listade i Catalogue of Life.